# 모바일 웹 서버
모바일 웹 서버(mobile web server)는 현대의 스마트폰을 I-jetty (jetty에 기반한 오픈 소스 소프트웨어) 와 같은 오픈 소스 소프트웨어를 이용해 개인 웹 서버로 사용할 수 있도록 설게 된 소프트웨어다. I-jetty는 오픈소스 웹 컨테이너로 서블릿과 JSP 같은 자바 기반의 웹 컨텐츠를 제공한다. 제티는 자바와 사용 가능한 JAR의 모음인 자바 API로 쓰여졌다. 개발자들은 제티 컨테이너를 스탠드 얼론 자바 앱에 네트워크와 웹 연결성을 추가하는 오브젝트로 설명할 수 있다. 제티는 수만 건의 HTTP 접속과 수십만의 웹 소켓 동시 접속이 될만큼 확장 가능하게 만들어졌다. 제티는 적은 메모리 공간으로 만들어지도록 최적화되었고, 확장성과 성능도 증가하고 있다.
핸드폰 회사 중 하나인 노키아는 아파치 HTTP 서버를 심비안 OS S60 모바일 소프트웨어 플랫폼이 돌아가는 노키아 핸드폰에 심었다. S60 모바일 웹 서버는 인터넷을 통해 모바일 디바이스로 HTTP 접속이 가능하게 했다.
모바일 웹 서버 컴포넌트는 인터넷 접속이 가능한 컴퓨터에서 실행되는 게이트웨이 애플리케이션과 모바일 디바이스에서 실행되는 커넥터 애플리케이션을 포함한다. 유효한 DNS 설정을 가진 게이트웨이와 커넥터 애플리케이션은 모바일 디바이스에게 글로벌 웹 주소 (URL)를 제공한다. 그러나 2010년 기준으로, 노키아는 웹 서버 프로젝트를 중단한 상태다.

## 예시
모바일 웹 서버 애플리케이션은 모바일 디바이스로 웹 페이지와 서버 사이드 제어를 포함한 웹 애플리케이션을 호스팅할 수 있게 한다. 가장 일반적으로 사용되는 HTTP 서버와 서블릿 컨테이너로는 현재 Jetty, 톰캣, 글래스피시와 Resin이 있다.
|  | 왼쪽의 다이아그램은 Jetty, 톰캣, 글래스피시와 Resin같은 서블릿 컨테이너를 포함한 모바일 디바이스에 대한 일반적인 이해를 보여준다. 개인화된 디바이스로 글로벌 호스팅은 기능적이고 완전한 유저 컨트롤이 가능하게 한다. 모바일 웹 서버 설정은 최적화, 계정 관리 그리고 데스크탑, 랩탑 또는 핸드폰에 상관없이 모든 플랫폼에서 즉시 정보 동기화가 가능하게 한다. |

## 웹 컨테이너 비교
| 컨테이너 버전 | Java API (Version) | Ant tasks (Version) | Maven 2 plugin (Version) |
| ------------- | ------------------ | ------------------- | ------------------------ |
| GlassFish 2.x | 1.0.1              | 1.0.1               | 1.0.1                    |
| GlassFish 3.x | 1.0.1              | 1.0.1               | 1.0.1                    |
| Jetty 4.x     | 0.1                | 1.0                 | 0.2                      |
| Jetty 5.x     | 0.8                | 1.0                 | 0.2                      |
| Jetty 6.x     | 0.8                | 1.0                 | 0.2                      |
| Jetty 7.x     | 1.0.1              | 1.0.1               | 1.0.1                    |
| Jetty 8.x     | 1.1.3              | 1.1.3               | 1.1.3                    |
| Jetty 9.x     | 1.3.0              | 1.3.0               | 1.3.0                    |
| Resin 2.x     | 0.1                | 0.1                 | 0.1                      |
| Resin 3.x     | 0.1                | 0.1                 | 0.1                      |
| Resin 3.1.x   | 1.2.0              | 1.2.0               | 1.2.0                    |
| Tomcat 4.x    | 0.1                | 0.1                 | 0.1                      |
| Tomcat 5.x    | 0.1                | 0.1                 | 0.1                      |
| Tomcat 6.x    | 1.0                | 1.0                 | 1.0                      |
| Tomcat 7.x    | 1.0.2              | 1.0.2               | 1.0.2                    |

## 기능
- 개인 정보 매니저 (PIM)이 핸드폰의 주소록을 관리
- Helix 멀티미디어 플레이어
- 웹 브라우저를 통한 SMS 메시지 전송
- 핸드폰 달력을 확인
- 핸드폰 카메라 사진 갤러리를 컴퓨터를 이용해 확인
- 통화 기록 및 부재중 통화 보기
- 폰 화면으로 메시지 보내기
- 블로그 관리하기
- 접속 상태 (presence) 공유
- 온라인 채팅
- 접속 권한 관리
- 모바일 웹 사이트 시작 및 설정하기
- 모바일 사이트를 RSS 피드로 공유

## 추가
- Python for S60
- 아파치 톰캣, 오픈 소스 웹 서버와 서블릿 컨테이너
- ApacheBench, HTTP 웹 서버 성능 측정 프로그램

## 같이 보기
- 아파치 톰캣
- 아파치벤치